# Mike Tyson
Michael Gerard „Mike“ Tyson (* 30. Juni 1966 in Brooklyn, New York) ist ein ehemaliger US-amerikanischer Schwergewichtsboxer. Mit einem Alter von 20 Jahren und 144 Tagen war er 1986 der bislang jüngste Boxer, der einen Weltmeistertitel im Schwergewicht erringen konnte. Darüber hinaus war Tyson der erste Weltmeister, der gleichzeitig von den drei Boxverbänden WBC, WBA und IBF anerkannt wurde (Undisputed Heavyweight Champion of the World). Er wurde 2011 in die International Boxing Hall of Fame aufgenommen.

## Kindheit
Mike Tyson wurde als jüngstes von drei Kindern in ärmlichen Verhältnissen im New Yorker Stadtbezirk Brooklyn geboren. Seinen Vater lernte Tyson kaum kennen, da jener die Familie verließ, als Mike zwei Jahre alt war. Bis zu seinem zehnten Lebensjahr lebte Tyson mit seiner Familie in Bedford–Stuyvesant in Brooklyn, einem der ärmsten New Yorker Stadtviertel. Obwohl Tyson bereits in frühester Kindheit kriminell wurde – schon bald war er wegen verschiedener Delikte auffällig (Taschendiebstahl, bewaffneter Raubüberfall) – deutete damals nichts auf eine künftige Karriere als „Bad Boy“ des Boxens hin. Tyson war als Kind eher schüchtern, lebte zurückgezogen und galt bei seinen Altersgenossen eher als Schwächling. Sein großes Hobby war die Taubenzucht.
Als Zwölfjähriger war Mike Tyson wegen verschiedener Delikte bereits 38 Mal von der Polizei festgenommen worden. Schließlich kam er an eine Schule für schwer erziehbare Kinder in Catskill im Bundesstaat New York. Sein dortiger Sportlehrer Bobby Stewart, ein ehemaliger Profiboxer, war von Tysons physischen Fähigkeiten beeindruckt, lehnte aber zunächst dessen Bitte ab, ihn im Faustkampf zu unterrichten. Erst nachdem Tyson seine schulischen Leistungen gesteigert hatte, gab Stewart dem Willen des Jungen nach und gab ihm seine ersten Boxlektionen. Schon bald stellte er Tyson dem Trainer Cus D’Amato vor. Dieser schwärmte, nachdem er den erst dreizehnjährigen Tyson im Sparring gesehen hatte, und ließ sich angeblich zu der Behauptung hinreißen: „Das wird der zukünftige Weltmeister im Schwergewicht“.

## Amateurkarriere
Ab diesem Zeitpunkt wurde Mike Tyson von Cus D’Amato gezielt auf eine Laufbahn als Boxer – zuerst als Amateur, anschließend als Profi – vorbereitet. So erwirkte D’Amato bei der Erziehungsbehörde New Yorks, dass Tyson bei ihm und seiner Lebensgefährtin in Catskill leben durfte. Als auch noch Tysons Mutter an Krebs starb, wurde D’Amato schließlich gesetzlicher Vormund des jungen Box-Talents.
Mike Tyson wohnte bei D’Amato zusammen mit einigen anderen Boxern unter einem Dach. Zunächst bekam er mit Teddy Atlas einen jungen Trainer zur Seite gestellt, der ihn im von Cus D’Amato geprägten „Peek-a-boo“-Stil unterrichtete. Das Training zeigte bei Tyson schon bald Wirkung. Aufgrund seiner enormen physischen Kraft – schon mit 15 Jahren stemmte er beim Bankdrücken angeblich über 125 kg – sparrte Tyson bereits meist mit erwachsenen Gegnern.
Um Tysons Boxkarriere bei den Amateuren finanziell abzusichern, fand Cus D’Amato in seinen beiden Freunden Jim Jacobs, einem ehemaligen Weltklassespieler im American Handball, und Bill Clayton, einem Ex-Werbemann, finanzstarke Geldgeber. Tysons Amateurkarriere begann vielversprechend. In auffallend vielen seiner Amateurkämpfe, die in der Regel auf je drei Runden angesetzt waren, konnte Tyson vorzeitig gewinnen.

### Trennung von Teddy Atlas
Als Tyson 15 Jahre alt war, kam es zu einem folgenschweren Streit mit seinem Trainer Teddy Atlas: Nachdem Atlas zugetragen worden war, dass Tyson eine Nichte von ihm belästigt hätte, nahm er eine Pistole und drohte ihm mit dem Tod. Tyson rannte daraufhin verstört nach Hause und erzählte die Geschehnisse D’Amato. Daraufhin wurde Atlas entlassen – Tyson hingegen musste, zumindest für einige Tage, in die Besserungsanstalt zurückkehren.
Der neue Trainer, der sich um Tyson kümmerte, war Kevin Rooney. Dieser hatte gerade seine aktive Karriere als Boxer beendet und war schon seit Mitte der 1970er mit Tysons Ziehvater D’Amato bekannt. Auf Tysons boxerische Entwicklung hatte der Trainerwechsel keinen merklichen Einfluss. 1984 konnte Mike Tyson das jährliche traditionsreiche Boxturnier Golden Gloves gewinnen. Eine Teilnahme an den Olympischen Spielen 1984 in Los Angeles verhinderten jedoch zwei Niederlagen in der nationalen Qualifikation gegen den späteren Olympiasieger im Schwergewicht Henry Tillman. Nur kurze Zeit nach dieser Enttäuschung beendete Mike Tyson seine Amateurkarriere und wurde Profi. Zumindest dort konnte sich Tyson später für seine beiden Niederlagen revanchieren, als er Tillman im Juni 1990 in der ersten Runde k. o. schlug.

### Kampfbilanz als Amateur
In Boxzeitschriften ist von über 200 Amateurkämpfen Tysons die Rede.
Amateur-Rekord: 48-6 (38 K. o.). 5 von 6 Amateur-Niederlagen galten als umstritten.
Highlights: Junioren-Schwergewichts-Olympiasieger der Vereinigten Staaten 1981 und 1982. Seit 1982 hält Tyson den Rekord des schnellsten k.o. der Boxgeschichte im Amateurboxen (8 Sek. gegen Don Cozad im Halbfinale der Junioren-Schwergewichts-Olympiade der USA)

## Profikarriere
Im März 1985 wechselte Mike Tyson mit 18 Jahren in das Profilager. Zunächst wurde er unter der Regie von Cus D’Amato durch seine beiden Manager Bill Cayton und Jimmy Jacobs behutsam aufgebaut. Am 6. März 1985 bestritt Tyson seinen ersten Profikampf. Um erste Ringerfahrungen sammeln zu können, kämpfte Tyson alle vier Wochen gegen Gegner, die ihm kaum gefährlich werden konnten. Letztlich hatte keiner eine Chance gegen Kid Dynamite, wie Tyson schon bald von den Medien genannt wurde. Am Ende des Jahres 1985 hatte Tyson bereits 15 Kämpfe bestritten, die er alle gewonnen hatte.
Am 4. November 1985 starb Cus D’Amato. Mike Tyson nannte diesen Zeitpunkt später den schlimmsten seines Lebens, und es gab Befürchtungen, dass seine sportlichen Leistungen unter diesem Schicksalsschlag leiden würden. Doch bereits acht Tage später siegte Tyson in gewohnter Manier gegen Eddie Richardson durch K. o. in der ersten Runde.
Bereits in seinem zweiten Jahr als Profi wurde Tyson von seinem Management für reif genug befunden, mittelfristig um die Weltmeisterschaft kämpfen zu können. Daher bekam es das Ausnahmetalent erstmals auch mit höherklassigen Gegnern zu tun. Als erster ernstzunehmender Prüfstein galt dabei Jesse Ferguson, gegen den Tyson am 16. Februar 1986 sein Fernsehdebüt bestritt. Tyson gewann diesen Kampf souverän durch Abbruch in Runde sechs.
Bis zum März des Jahres 1986 hatte Tyson schließlich 19 Kämpfe bestritten und vorzeitig gewonnen, elf davon bereits in der ersten Runde. Um diese Kampfbilanz so gut wie möglich vermarkten zu können, entschloss sich Tysons Management, Videokassetten mit den besten Kampfszenen des jungen Tyson an ausgewählte Sportreporter in den USA zu schicken. Mit dieser Aktion konnte auch außerhalb der Boxszene der Bekanntheitsgrad von Tyson deutlich gesteigert werden.
In seinem 20. Kampf musste Tyson das erste Mal in seiner Karriere über die volle Distanz gehen. Er gewann dabei nach zehn Runden gegen seinen Landsmann James Tillis, genannt Quick Tillis („Schneller Tillis“), ungefährdet nach Punkten. Auch in seinem nächsten Kampf am 20. Mai 1986 musste sich Tyson nach zehn Runden mit einem einstimmigen Punktsieg begnügen. Der Gegner, Mitch Green, kam wie Tyson aus New York und hatte ebenfalls in seiner Jugend das Image eines „Straßenschlägers“. So war dieser Kampf für beide Boxer eine Sache des Prestiges, nicht zuletzt auch deshalb, da der Kampf in ihrer Heimatstadt stattfand.

### Kämpfe gegen Marvis Frazier, James Smith, Pinklon Thomas und jüngster Schwergewichts-Weltmeister der Geschichte
Im Zeitraum von Juni bis September 1986 bezwang Tyson wieder in alter Manier alle seine sechs kommenden Gegner vorzeitig. Darunter war auch ein schwerer K. o. nach nur 30 Sekunden gegen den Sohn des ehemaligen Weltmeisters Joe Frazier, Marvis Frazier, der zuvor nur einmal (gegen Larry Holmes) verloren hatte. Schließlich führte Tyson die Rangliste des WBC an und durfte deren Titelträger Trevor Berbick (Jamaika) herausfordern.
Am 22. November 1986 wurde Mike Tyson im Alter von 20 Jahren und 144 Tagen mit einem K.-o.-Sieg in der zweiten Runde über WBC-Weltmeister Trevor Berbick der jüngste Schwergewichtsweltmeister der Geschichte.
Nur drei Monate nach dem Gewinn seines ersten WM-Gürtels konnte Tyson auch den Titel der WBA erringen. Er bezwang dabei in einem nicht sehr ansehnlichen Kampf seinen Landsmann James „Bonecrusher“ Smith einstimmig nach Punkten. Smith, der im Vorfeld noch getönt hatte, er werde das „Kind“ Tyson ausknocken, boxte extrem passiv und versuchte den WBC-Weltmeister mit ständigem Klammern zu frustrieren. Nach Ansicht vieler Beobachter hätte er deswegen disqualifiziert werden müssen. Gegen Ende des Kampfes hatte Smith einen echten Wirkungstreffer bei Tyson erzielt, war somit der mutmaßlich Erste, dem dies gelang.
Am 30. Mai 1987 verteidigte Tyson seine beiden Titel gegen den früheren Weltmeister des WBC, Pinklon Thomas. Nachdem Thomas zunächst gut hatte mithalten können, wurde er in der sechsten Runde durch eine spektakuläre Kombination Tysons niedergestreckt.

### Kampf gegen Tony Tucker und unumstrittener Weltmeister im Schwergewicht
Am 1. August 1987 konnte Mike Tyson seiner Titelsammlung noch den Gürtel der IBF hinzufügen, als er Tony Tucker (Bilanz 34-0) in einem aufsehenerregenden Kampf bezwingen konnte. Anders als bei der ersten Titelvereinigung gegen Smith bekamen die Zuschauer im Hilton Hotel von Las Vegas ein von beiden Seiten offensiv geführtes Gefecht zu sehen. Wie bei seinen vorangegangenen Begegnungen suchte Tyson auch hier die schnelle Entscheidung und stürmte sofort auf Tucker ein. Dabei wurde er jedoch schon nach wenigen Sekunden von einem harten Aufwärtshaken getroffen. Tyson zeigte sich davon jedoch nur kurz beeindruckt und setzte seine Angriffe auf Tucker fort. Dieser leistete erbitterten Widerstand, konnte aber den einstimmigen Punktsieg Tysons nach zwölf Runden nicht verhindern.

### Tyson in einer Reihe mit Muhammad Ali und Joe Louis
Mit gerade einmal 20 Jahren war Mike Tyson der erste Weltmeister im Schwergewicht, der die Titel der drei großen Verbände sein Eigen nennen konnte (Undisputed Heavyweight Champion). Aufgrund der eindrucksvollen Art, wie sich Tyson nach gerade einmal drei Jahren als Profi an die Spitze des Schwergewichtsboxens katapultierte, prophezeiten ihm viele der Boxexperten eine glänzende Zukunft und sahen ihn bereits in einer Reihe mit solchen Größen wie Joe Louis oder Muhammad Ali stehen. Es gab zu dem Zeitpunkt kaum jemanden, der nicht der Meinung war, dass Tyson die Schwergewichtsszene auf Jahre hinaus dominieren würde. Einige gingen sogar so weit, dass sie es für möglich hielten, dass die Ära Tyson bis ins neue Jahrtausend dauern könnte – vorausgesetzt, der Weltmeister bliebe von größeren Verletzungen verschont und motiviert genug.
Aufgrund seiner spektakulären Siege erreichte Tysons Popularität eine Dimension, die mit der von Muhammad Ali vergleichbar war. Dem Jungen aus Brooklyn schien die Welt zu Füßen zu liegen, er wurde von der sogenannten „Catskill-Connection“, bestehend aus Jim Jacobs, Billy Cayton und Kevin Rooney, hervorragend gemanagt. Niemand schien diese Gemeinschaft auseinanderbringen zu können, auch nicht der umtriebige Boxpromoter und Manager Don King.

### Kampf gegen Tyrell Biggs
Am 16. Oktober 1987 verteidigte Tyson seine Titel gegen den ungeschlagenen Olympiasieger und Amateurweltmeister im Superschwergewicht von Los Angeles, Tyrell Biggs (Bilanz 15-0). In gewohnter Manier übernahm Tyson auch in diesem Kampf die Initiative. Obwohl Biggs wiederholt schwere Treffer einstecken musste, konnte er zunächst Tysons Angriffen standhalten. Gegen Ende der siebten Runde musste er jedoch nach einem weiteren Treffer des Weltmeisters zu Boden und wurde angezählt. Der Kampf wurde zwar noch einmal freigegeben, nach einem weiteren Niederschlag wurde Biggs jedoch – wenige Sekunden vor dem Pausengong – vom Ringrichter aus dem Kampf genommen. Hinterher meinte Tyson, dass er es langsam machen wollte, damit sich sein Gegner noch für eine lange Zeit an diesen Abend erinnern würde.

### Kampf gegen Larry Holmes
Am 22. Januar 1988 traf Tyson auf den früheren WBC- und IBF-Weltmeister Larry Holmes, der bis Mitte der achtziger Jahre als bester Schwergewichtsboxer galt und im Laufe seiner Karriere solche Boxgrößen wie Ken Norton, Gerry Cooney, Tysons ersten WM-Gegner Trevor Berbick, Earnie Shavers und Muhammad Ali besiegt hatte. Nach eineinhalbjähriger Ringpause versuchte Holmes nun ein Comeback und wollte seine vermeintlich letzte Chance nutzen, noch einmal Weltmeister in der Königsklasse zu werden. Der Kampf des 38-jährigen „alten Tigers“ Holmes gegen den 21-jährigen „jungen Löwen“ Tyson galt unter Experten als Aufeinandertreffen zweier Boxergenerationen, wobei der Titelverteidiger klarer Favorit war. Im Vorfeld des Kampfes kam es zu Spannungen zwischen den Boxern, als der Box-Oldie über Mike Tyson despektierliche Aussagen über dessen Persönlichkeit und Charakter getätigt hatte und ihm u. a. einen unrühmlichen Niedergang prophezeite.
Tyson gab die Antwort im Ring, was ihm eindrucksvoll gelang. In nur vier Runden entledigte er sich seines Gegners, der in diesem Gefecht zu keinem Zeitpunkt eine Chance besaß. Tyson war zu schnell und schlug ihn in der vierten Runde dreimal zu Boden, woraufhin der Kampf abgebrochen wurde. Holmes verlor damit zum ersten und einzigen Mal in seiner bis 2002 andauernden 29-jährigen Profikarriere durch K. o.

### Eheprobleme und Streit mit den Managern
Kurz nach dem Kampf gegen Holmes heiratete Mike Tyson die zwei Jahre ältere Schauspielerin Robin Givens. Es sollte eine sehr turbulente und kurze Ehe werden. Givens und ihre Mutter, die von vielen Leuten in Tysons Umfeld als geldgierig und hysterisch beschrieben wurden, versuchten, die Kontrolle über das Management und die Finanzen des Boxweltmeisters zu übernehmen.

### Kampf gegen Tony Tubbs und Tod von Jim Jacobs
In seiner nächsten Titelverteidigung, die am 21. März 1988 in Tokio (Japan) stattfand, benötigte Tyson nur zwei Runden, um Herausforderer Tony Tubbs zu bezwingen. Bereits nach 5:54 Minuten war das einseitige Gefecht zu Ende, das als Generalprobe für den im Sommer angesetzten Showdown gegen Michael Spinks dienen sollte. In dieser Zeit musste Tyson nach dem Tod seines Ziehvaters Cus D’Amato drei Jahre zuvor einen weiteren Schicksalsschlag einstecken, als sein bester Freund und Manager Jim Jacobs starb.

### Kampf gegen Michael Spinks
Nachdem sich Tyson bis Mitte 1988 sämtlicher Herausforderer im Ring entledigt hatte, gab es für die meisten Beobachter mit Michael Spinks (Bilanz 31-0) nur noch einen Kandidaten, dem man zutraute, Tyson besiegen zu können. Der ehemalige IBF-Titelträger und lineare Weltmeister war wie Tyson ungeschlagen und hatte drei Jahre zuvor die Titelherrschaft von Larry Holmes beendet. Anschließend verlor Spinks seinen Titel am grünen Tisch, da er sich geweigert hatte, gegen den IBF-Pflichtherausforderer Tony Tucker anzutreten, der schließlich den Titel gewann und gegen Tyson wieder abgeben musste. Daher galt Spinks für viele (unter anderem das renommierte Ring Magazine) noch immer als der rechtmäßige Besitzer des IBF-Titels. Am 27. Juni 1988 kam es schließlich zum von allen Seiten mit Ungeduld erwarteten Aufeinandertreffen. Die Anspannung machte auch vor den Boxern nicht halt, vor allem Spinks wirkte vor dem Kampf merklich nervös. Darüber hinaus kam es unmittelbar vor dem Kampf zu einigen Irritationen, da beide Boxer für sich das Recht des Weltmeisters in Anspruch nahmen, als letzter einmarschieren zu dürfen. Letztendlich dauerte die daraus resultierende zeitliche Verzögerung länger als der eigentliche Kampf selbst. Nach nur 91 Sekunden in der ersten Runde schlug Tyson seinen Gegner k. o. und klärte damit eindrucksvoll, wer der unumschränkte Herrscher im Schwergewicht war. Tyson fügte Spinks somit seine einzige Niederlage zu und kassierte für diesen Auftritt die bis dahin höchste Kampfbörse der Geschichte von 22 Millionen US-Dollar. Spinks Börse betrug 13 Millionen US-Dollar. Da von den meisten Experten zum Zeitpunkt des Kampfes beide Kontrahenten als die besten ihrer Klasse anerkannt wurden, gilt dieser Sieg als der Höhepunkt in Tysons Karriere. Niemand schien eine Chance gegen „Iron Mike“ zu haben, der nun eine Kampfbilanz von 35 Kämpfen hatte, die alle gewonnen wurden (31 vorzeitig). Kein anderer Boxer vor ihm verkörperte die von Cus D’Amato entwickelte „Peek a Boo“-Taktik (Schlagen und Ducken) so perfekt wie er. In sämtlichen Kämpfen konnte Tyson bisher überzeugen, nur die wenigsten gingen über die volle Distanz.

### Tyson unterschreibt bei Don King und boxt gegen Frank Bruno und Carl Williams
Nach dem Kampf gegen Spinks verlängerte Tyson seinen auslaufenden Vertrag bei seinem verbliebenen Manager Bill Cayton nicht weiter und unterschrieb stattdessen bei Don King, vor dem D’Amato zu Lebzeiten immer gewarnt hatte. Kurz danach entließ Tyson auch seinen langjährigen Trainer Kevin Rooney, da sich dieser gegen Don King ausgesprochen hatte. Knapp zehn Jahre später musste Tyson dafür seinem Ex-Trainer eine Abfindung von 4,4 Millionen Dollar zahlen.
King war bestrebt, das Image des „bösesten Mannes auf dem Planeten“ zu fördern, da es sich gut vermarkten ließ. Die Weiterentwicklung von Tysons boxerischen Fähigkeiten hingegen war King weniger wichtig, der Tyson mit Aaron Snowell einen unerfahrenen Trainer zur Seite stellte. Nach Ansicht vieler Beobachter führte dies dazu, dass Tyson nicht mehr die boxerische Klasse von einst erreichte. Er versuchte fortan vermehrt, seine Gegner mit Einzelaktionen entscheidend zu treffen, ohne wie üblich methodisch mit Kombinationen nachzusetzen. Gleichzeitig vernachlässigte er seine Verteidigung, indem er auf das für ihn früher charakteristische Pendeln und Abtauchen des Oberkörpers praktisch ganz verzichtete. Dies wurde beispielsweise in Tysons erstem Kampf unter King deutlich, als er am 25. Februar 1989 gegen Frank Bruno antrat. Dabei geriet der Titelverteidiger zum ersten Mal in seiner Laufbahn ernsthaft in Bedrängnis, als er vom Briten mehrmals schwer getroffen wurde. In Runde 5 konnte Tyson seinen Gegner doch noch durch Technischen K. o. besiegen.
Auch in seinem nächsten Kampf gegen Carl Williams am 21. Juli des gleichen Jahres konnte Tyson nicht wirklich überzeugen, obwohl er bereits durch Abbruch in der ersten Runde gewann. Dabei profitierte Tyson jedoch vorrangig von seinem Nimbus der Unbesiegbarkeit, der noch aus der Zeit seiner glanzvollen Siege herrührte und die Gegner noch immer schier lähmte. Williams, der sich ängstlich und nervös zeigte und kaum Gegenwehr leistete, wurde von Tyson bereits nach 93 Sekunden mit einem linken Schwinger K. o. geschlagen.

### Private Probleme
Neben dem veränderten Training übten auch die zunehmenden Probleme im Privatleben einen schlechten Einfluss auf Tysons weitere sportliche Entwicklung aus. Nachdem er bereits 1987 wegen sexueller Belästigung einer Frau und Körperverletzung bei einem Rockkonzert angeklagt worden war, zog sich Tyson im August 1988 bei einer Schlägerei mit seinem früheren Gegner Mitch Green einen Bruch der rechten Hand zu, was zu einer Verschiebung der Titelverteidigung gegen Bruno führte. Außerdem musste Tyson vermehrt gegen Übergewicht ankämpfen – angeblich verlor er vor dem Kampf gegen Bruno über 20 kg Gewicht. Auch in der Ehe mit Robin Givens gab es wiederholt Probleme, die immer öfter in der Öffentlichkeit ausgetragen wurden. Dazu gehörten Vorwürfe von häuslicher Gewalt seiner Ehefrau und seiner Schwiegermutter gegenüber, eine von seiner Ehefrau vorgetäuschte Schwangerschaft sowie ein Autounfall Tysons, der als Selbstmordversuch dargestellt wurde. Im September 1988 erklärte Robin Givens vor laufenden Kameras und neben ihrem Mann sitzend, dass ihre Ehe mit dem Boxweltmeister die „pure Hölle“ und Tyson manisch depressiv sei. Dies habe mit seiner Kindheit in Brownsville und dem schlechten Verhältnis zu seiner verstorbenen Mutter zu tun. Außerdem warf sie dem früheren Mentor von Tyson, Cus D’Amato, vor, er habe Tyson zwar perfekt auf ein Leben als Boxer vorbereitet, aber nie auf ein Leben außerhalb des Rings. Ihr Mann sei nur darauf fokussiert worden, Weltmeister zu werden, aber nicht auf die Folgen, die dieser Titel für das Privatleben mit sich bringt. Tyson schien von den Aussagen seiner Ehefrau überrascht zu sein. Wenige Tage nach diesem Fernsehauftritt flüchteten Givens und ihre Mutter aus dem gemeinsamen Anwesen in Bernhardsville (New York). Im Februar 1989 wurde die Ehe zwischen Tyson und Givens geschieden.
All diese Skandale führten schließlich dazu, dass Tyson 1989 nur die beiden Kämpfe gegen Bruno und Williams bestritt. Obwohl er dabei zumindest auf dem Papier wie in alten Zeiten triumphieren konnte, war Tyson weit von seinem früheren Leistungsniveau entfernt.

### Das Ende des Nimbus der Unbesiegbarkeit
1990, vor dem Kampf gegen James „Buster“ Douglas gab es Meldungen, Tyson sei im Sparring von Ex-Weltmeister Greg Page zu Boden geschlagen worden und habe dabei eine Platzwunde über dem Auge erhalten. Auch habe er gegen andere Sparringspartner wie Trevor Berbick und Oliver McCall wenig souverän gewirkt.
Trotzdem galt Tyson bei seiner zehnten Titelverteidigung bei den Buchmachern als haushoher Favorit und seine erfolgreiche Titelverteidigung als ausgemachte Sache. Schon im Vorfeld dieses Kampfes entstanden Spekulationen über die nächsten Herausforderer von Tyson – Evander Holyfield, der vormalige unumstrittene Cruisergewichtsweltmeister, der ins Schwergewicht aufgestiegen war, und der wieder boxende Altmeister George Foreman.
Am 10. Februar 1990 stieg Tyson schließlich in Tokio gegen Douglas in den Ring. Obwohl der Herausforderer zuvor schon mehrere angesehene Gegner besiegt hatte, galt er lediglich als zwar talentierter, aber trainingsfauler und unbeständiger Boxer. Douglas wurde bei den Buchmachern als deutlicher 42:1-Außenseiter geführt. Tysons von einem schnellen Erfolg überzeugtes Team hatte weder Eis noch kühlendes Metall (Kühleisen) dabei. Douglas lieferte gegen Tyson einen hochkonzentrierten Kampf und dominierte das Geschehen mit seinem langen Jab. Tyson erschien dadurch lange Zeit als boxerisch arg limitiert. Sechs Sekunden vor Ende der achten Runde schlug Tyson Douglas jedoch zu Boden, doch ein langsam zählender Ringrichter und der Gong retteten den Herausforderer. Douglas, der wieder die Kontrolle des Kampfes übernommen hatte, traf in der zehnten Runde Tyson mit einem Aufwärtshaken, so dass dieser benommen durch den Ring taumelte. Als Douglas anschließend mit einer Drei-Schlag-Kombination nachsetzte, ging Tyson zu Boden. Obwohl der Referee auch hier sehr langsam zählte, war Tyson auch bei Zehn noch nicht wieder bei vollem Bewusstsein und wurde aus dem Kampf genommen. Dieser Kampfausgang war eine Sensation für die Boxszene, das Bild des hilflosen Weltmeisters, der zuvor für unbesiegbar gehalten wurde, ging um die Welt. Alt-Meister George Foreman nahm spöttelnd darauf Bezug, als er angesichts seines bevorstehenden Comebacks befragt wurde, ob er gegen jüngere Gegner nicht um seine Gesundheit fürchten müsse. Foreman antwortete darauf: „Ach was, ich sehe nur muskulöse junge Männer auf dem Boden herumkriechen und nach ihrem Mundschutz suchen.“
Auch Tysons neuer Trainer Aaron Snowell, der zum ersten Mal mit Tyson zusammenarbeitete, wirkte unprofessionell: Tysons schwere Schwellung über dem linken Auge wurde erst spät gekühlt, und nur mit Eiswürfeln statt mit dem Kühleisen.
Promoter und Tyson-Manager King bezichtigte den Ringrichter Octavio Meyran, Douglas zu langsam angezählt zu haben. Tatsächlich war Douglas länger als zehn Sekunden am Boden. Doch dies lag daran, dass der Zeitnehmer zu spät mit dem Anzählen begann und Meyran das Anzählen übernehmen musste. King wollte den Kampf als „No Contest“ werten lassen, so dass Tyson immer noch Weltmeister geblieben wäre. Der WBC wollte anfangs diesem Vorschlag zustimmen, doch als die anderen Verbände WBA und IBF darauf beharrten, Douglas als neuen Weltmeister anzuerkennen, musste der WBC von einer „No-Contest“-Wertung Abstand nehmen. Tyson schien mit 23 Jahren seinen Zenit als Boxer bereits überschritten zu haben.

### Der Weg zurück an die Spitze
Doch in den folgenden Nichttitelkämpfen schien er sich gefangen zu haben. Henry Tillman, gegen den er im Jahr 1984 noch bei den Amateuren zweimal verloren hatte, besiegte er in der ersten Runde. Auch das unbeschriebene Blatt Alex Stewart schlug er in der ersten Runde k. o. Um sich für einen Kampf gegen den neuen Weltmeister Evander Holyfield zu qualifizieren, der Douglas in dessen erster Titelverteidigung besiegt hatte, musste er nun gegen Donovan „Razor“ Ruddock antreten. Er machte eine gute Figur und besiegte ihn zweimal, auch wenn der Abbruch im ersten Kampf nach Ansicht vieler Beobachter zu früh kam. Der zweite Kampf erregte viel Aufsehen, da sich die zwei Athleten nach dem umstrittenen Abbruch im ersten Kampf einige verbale Gefechte lieferten. Unter anderem meinte Tyson, er werde Ruddock zu seiner Freundin machen („I wanna kiss your big lips“) und spielte damit auf Gerüchte an, nach denen Ruddock privat gerne Frauenkleider tragen sollte. Im Kampf erlitt Ruddock einen gebrochenen Kiefer, ging zweimal zu Boden und war schlussendlich chancenlos, ging aber nicht k. o. Tyson wurden wegen Tiefschlägen beziehungsweise Fouls insgesamt drei Punkte abgezogen, was seinen Punktsieg aber nicht gefährdete. Nun war der Weg für Tyson frei, seinen Titel wieder zurückzuerobern.

### Verurteilung wegen Vergewaltigung
Der für November 1991 angesetzte Titelkampf gegen Evander Holyfield musste zweimal verschoben werden. Zuerst brach sich Tyson beim Bauchmuskeltraining eine Rippe. Sein Management versuchte, die Verletzung zu vertuschen, in der Hoffnung, dass sie noch rechtzeitig vor dem Kampf ausheilen würde. Doch Tyson konnte nicht in den Ring steigen, und man musste den Titelkampf ins Frühjahr 1992 verschieben. Bevor der Kampf dann stattfinden konnte, wurde Tyson von einer Kandidatin der Miss-Black-America-Wahl der Vergewaltigung bezichtigt. Er wurde für schuldig befunden und im Frühjahr 1992 zu sechs Jahren Haft verurteilt, von denen drei Jahre zur Bewährung ausgesetzt wurden. Der Schuldspruch basierte auf Indizien sowie auf den Aussagen des Opfers und dessen Eltern, die die Richter für glaubwürdiger befanden als die Aussagen des mehrfach vorbestraften Tyson. Der Kampf Tyson – Holyfield musste auf unbestimmte Zeit verschoben werden.

### Nach der Haftstrafe
Während Tysons Gefängnisaufenthalt machte die Schwergewichtsszene eine spürbare Veränderung durch. Die drei Weltverbände WBC, WBA und IBF, deren Gürtel Tyson Ende der achtziger Jahre allesamt in seinen Besitz brachte, führten seit Anfang 1995 wieder ihre eigenen Champions. Zudem gab es mit der 1988 gegründeten World Boxing Organization (WBO) mittlerweile einen vierten etablierten Weltverband. Diese Inflation der Weltmeistertitel hatte schon bald ein Abflauen des öffentlichen Interesses zur Folge. Ähnlich wie schon zehn Jahre zuvor erlebten dafür die mittleren Gewichtsklassen einen deutlichen Imagegewinn. Waren es damals Boxer wie Thomas Hearns oder Marvin Hagler, die für ihre Auftritte Rekordgagen kassierten, so waren nun vor allem Roy Jones Jr. und James Toney bekannter als die zu diesem Zeitpunkt amtierenden Schwergewichtsweltmeister.
Tysons Popularität war trotz seiner jahrelangen Ringabstinenz ungebrochen. Schon Wochen vor seiner geplanten Entlassung wurde er in den Medien zum Retter der Schwergewichtsszene gekürt. Boxexperten wie der ehemalige Ali-Trainer Angelo Dundee trauten Tyson durchaus zu, eine neue Ära als uneingeschränkter Champion einzuläuten. Als Tyson schließlich am 25. März 1995 nach dreijähriger Haft wegen guter Führung aus dem Gefängnis in Plainfield im Bundesstaat Indiana entlassen wurde, waren Kamerateams aus der ganzen Welt zugegen, um dieses Ereignis live zu übertragen. Die renommierte Zeitschrift The Ring erschien zudem mit einer 108seitigen Sonderauflage.
Der Gefängnisaufenthalt hatte bei Tyson sichtbare Spuren hinterlassen. Er hatte zwanzig Kilo abgenommen, darüber hinaus war er zum Islam konvertiert und hatte sich den Namen „Abdul Aziz“ gegeben. Auch wenn dieser Name schon bald wieder aus dem öffentlichen Bewusstsein verschwand, war Tysons Umfeld bestrebt, einen grundlegenden Imagewandel des Boxers zu vollziehen, da sich so ungeahnte Möglichkeiten der Vermarktung ergaben. Viele Boxmanager, die seit seiner Haftentlassung um die Gunst Tysons buhlten, beteuerten wiederholt seinen Wandel zum „besseren Menschen“. Tyson selbst begab sich noch vor seiner ersten Pressekonferenz in Anwesenheit seiner vielen Unterstützer – unter denen auch Muhammad Ali war – in die Moschee in der Nähe des Indiana Youth Centers in Indianapolis, um dort zu beten. Auch Teile der Medien waren bemüht, den Ruf Tysons als verurteilten Vergewaltiger vergessen zu machen. So veröffentlichte die Tageszeitung Dayton Daily News einen Artikel, in welchem fünf Geschworene des damaligen Vergewaltigungsprozesses ihre mittlerweile aufgekommenen Zweifel an Tysons Schuld äußerten.
Tyson verpflichtete schließlich wieder Don King als Manager, der seinen Schützling so schnell wie möglich wieder auf den Weltmeisterthron heben wollte. Außerdem unterschrieb Tyson im Sommer 1995 einen lukrativen Vertrag mit dem MGM Grand Hotel in Las Vegas. Dieser sah vor, dass Tyson innerhalb der nächsten drei Jahre insgesamt sechs Kämpfe bei MGM austragen solle, wodurch ihm im Gegenzug die Rekordbörse von 100 Millionen Dollar zugesichert wurde.

### Comeback
Am 19. August 1995 stieg Tyson – nach über vier Jahren Abwesenheit – gegen seinen Landsmann Peter McNeeley in den Ring, der trotz einer einzigen Niederlage in 37 Kämpfen als mittelmäßiger Boxer galt. Nachdem Tyson ihn nach nur 89 Sekunden k. o. geschlagen hatte, wurde er von den Verbänden WBA und WBC wieder an die erste Position ihrer Ranglisten gesetzt. Seinen zweiten Aufbaukampf bestritt Tyson am 16. Dezember gegen Buster Mathis jr. (Bilanz 20-0) und gewann nach einigen boxerischen Problemen durch K. o. in der dritten Runde.

### Zweite Regentschaft als Weltmeister
Am 16. März 1996, knapp ein Jahr nach seiner Haftentlassung, wurde Tyson erneut Weltmeister des WBC, als er den Titelträger Frank Bruno, den er bereits 1989 besiegt hatte, nach wenig Gegenwehr in der dritten Runde k. o. schlug. Bezeichnend für den hohen Marktwert Tysons war seine Rekordgage von 30 Millionen Dollar, das Fünffache der Gage des Titelverteidigers. Andere große Schwergewichtsboxer wie Lennox Lewis oder Riddick Bowe konnten auch zu ihrer Zeit als Weltmeister von solchen Summen nur träumen.
Im September 1996 forderte Tyson den WBA-Titelträger Bruce Seldon heraus, wobei er aber seinen WM-Gürtel des WBC wieder abgeben musste, da er einem Kampf mit dem damaligen Nummer-1-Herausforderer Lennox Lewis aus dem Weg ging. Tyson gewann auch diesen Kampf deutlich, blieb aber weiterhin den Nachweis seiner Klasse schuldig. Hatte schon Bruno wenig Kampfmoral gezeigt, so kam die Vorstellung Seldons einer Arbeitsverweigerung gleich. Er ging schon in der ersten Runde zu Boden, ohne dass Tyson erkennbare Treffer gelandet hätte. Nach rund anderthalb Minuten der ersten Runde wurde Seldon nach einem erneuten Niederschlag von Ringrichter Richard Steele aus dem Kampf genommen. Es wurde vermutet, der Kampf sei abgesprochen gewesen; Unruhe entstand im Publikum, und es kam zu kleineren Ausschreitungen. Das größte Medienecho an diesem Abend fand jedoch die Nachricht, dass der Rapper Tupac Shakur, ein enger Freund Tysons, in Las Vegas erschossen wurde.

### Die Holyfield-Kämpfe
Zwei Monate später, am 9. November 1996, kam es schließlich zu dem seit Jahren geplanten Kampf gegen Evander Holyfield, wenn auch mit vertauschten Rollen. Diesmal war es Tyson, der als (WBA-)Weltmeister in den Ring stieg. Herausforderer Holyfield galt angesichts seiner ein Jahr zuvor erlittenen K.-o.-Niederlage gegen Riddick Bowe und seiner angeblichen Herzprobleme bei den Buchmachern als krasser Außenseiter. Bei einer Umfrage des Las Vegas Review Journal setzten 47 von 48 Journalisten auf Mike Tyson.
Im Kampf selbst musste Tyson erstmals der Tatsache Tribut zollen, dass er seit seiner Haftentlassung lediglich acht Runden im Ring gestanden hatte. Holyfield, der sich weitaus fitter als allgemein angenommen präsentierte, überstand Tysons gefürchtete Hakenserien zu Beginn des Kampfes schadlos. Auch im weiteren Verlauf des Kampfes fand der Titelverteidiger kein Rezept gegen Holyfields Art zu boxen, der Tyson die meiste Zeit auf Abstand halten konnte und sämtliche Angriffe in der Nahdistanz durch Klammern abwürgte. Von Tysons früher gefürchteten Kombinationen aus Jab und Haken zu Kopf und Körper war mit fortschreitender Kampfdauer immer weniger zu sehen, da dieser sein Heil fast nur noch in Einzelschlägen suchte. Damit konnte er seinen Gegner zwar in der fünften Runde etwas in Schwierigkeiten bringen, aber spätestens nach einem Niederschlag in Runde sechs war der Weltmeister der deutlich unterlegene Mann im Ring. Holyfield, ein in vielen zwölfrundigen „Ringschlachten“ erprobter Mann, setzte Tyson weiter zu, bis dieser in der elften Runde nach schweren Wirkungstreffern vom Ringrichter stehend aus dem Kampf genommen wurde. Zur Zeit des Abbruchs lag Tyson bei allen drei Punktrichtern aussichtslos zurück.
Der Rückkampf am 28. Juni 1997 erlangte, obwohl in sportlicher Hinsicht dem ersten Duell nicht ebenbürtig, noch weitaus größere Berühmtheit. Er endete nach drei Runden mit der Disqualifikation von Tyson, als dieser seinem Gegner, nach Punkten zurückliegend, ein Stück des rechten Ohres abbiss. Nach Ansicht einiger Beobachter wollte Tyson seine Disqualifikation provozieren, da er seinem Gegner boxerisch erneut nicht gewachsen war und eine weitere sportliche Niederlage um jeden Preis vermeiden wollte. Andere sahen in der Beißattacke einen Akt der Frustration, da Tyson in der zweiten Runde einen ungeahndeten Kopfstoß von Holyfield erhielt, der bei Tyson eine schwere Platzwunde verursachte. Bereits im ersten Kampf kam es zu einem Kopfstoß von Holyfield, der ungeahndet blieb und nach Tysons Überzeugung für seine damalige Niederlage ausschlaggebend war. Die Beißattacke beschädigte Tysons Reputation in erheblichem Maße. Die führende Box-Fachzeitschrift Ring-Magazine, die den Ex-Champion lange Zeit sehr wohlwollend beurteilt hatte, übte nun starke Kritik an ihm. („Tyson has the physical makeup and terrific punch of a great fighter, but the character of a schoolyard bully. What might have been doesn't count. He does not belong in the company of immortals.“ – Tyson hat die körperlichen Voraussetzungen und die furchterregende Schlagkraft eines großen Kämpfers, aber er hat den Charakter eines Schulhofraufboldes. Was hätte sein können, zählt nicht. Er gehört nicht in die Gesellschaft der unsterblichen Boxgrößen).

### Berufsverbot und erneuter Gefängnisaufenthalt
Aufgrund seines äußerst unsportlichen Verhaltens im letzten Kampf gegen Holyfield wurde Tyson Anfang Juli auf Beschluss der Sportkommission des US-Bundesstaates Nevada die Box-Lizenz auf unbestimmte Zeit entzogen. Zudem musste er drei Millionen Dollar Strafe zahlen.
Das Berufsverbot bedeutete für Tyson das vorläufige Ende seiner großen Zahltage. Unmittelbar nach Bekanntwerden des Urteils kündigte das MGM-Grand Hotel den Vertrag mit Tyson, da dieser bis dato erst fünf der vereinbarten sechs Kämpfe im MGM absolviert hatte. Obwohl der Stichtermin erst im Juli 1998 veranschlagt war, stand schon jetzt fest, dass Tyson seine Seite des Vertrages nicht mehr erfüllen konnte, da er frühestens zu diesem Zeitpunkt erst eine neue Lizenz beantragen durfte.
Auch außerhalb des Ringes sorgte Tyson weiterhin für Schlagzeilen. Im Oktober 1997 zog er sich bei einem Motorradunfall im Bundesstaat Connecticut einen Rippenbruch und eine Lungenverletzung zu, was ihm eine sechswöchige Auszeit einbrachte. Im Jahr 1998 verließ er schließlich seinen langjährigen Manager Don King und verklagte diesen wegen Betruges auf 100 Millionen Dollar.
Ein Jahr nach seiner verhängten Sperre beantragte Mike Tyson im Juli 1998 bei der Sport-Kontrollbehörde in New Jersey eine neue Boxlizenz. Diese Bemühungen scheiterten jedoch, nachdem bereits eine erste Befragung durch die Offiziellen nach 35 Minuten mit einer Fluch-Tirade von Tyson abgebrochen worden war. Rund zwei Wochen nach Einstellung seines Lizenzierungsverfahrens von New Jersey wurde Tyson in einen leichten Autounfall verwickelt, wobei er zwei andere Männer – einer von ihnen war der Unfallgegner – tätlich angriff. Daraufhin wurde Tyson von beiden wegen Körperverletzung verklagt. Damit drohte dem ehemaligen Champion, der mittlerweile in Nevada eine Boxlizenz beantragt hatte, erneut eine Gefängnisstrafe, da er aufgrund seiner Verurteilung wegen Vergewaltigung noch immer unter Bewährung stand. Nach fünftägigen Untersuchungen wurde schließlich ein ärztliches Gutachten veröffentlicht, das Tyson Depressionen und ein mangelndes Selbstwertgefühl attestierte, ihn aber dennoch für kampftauglich erklärte. Knapp eine Woche später erhielt Tyson von der Box-Kommission von Nevada mit einer 4:1-Entscheidung seine Boxlizenz zurück. Damit war für ihn vorläufig der Weg für ein neuerliches Comeback frei.
Für seine Rückkehr in den Ring wurde der Südafrikaner Francois Botha als Gegner ausgesucht, der – ähnlich wie schon Peter McNeeley, der Gegner bei Tysons erstem Comeback – trotz einer hervorragenden Kampfhistorie nur sportliches Mittelmaß darstellte. Der Kampf, der im Januar 1999 stattfand, offenbarte bei Tyson große boxerische Mängel und bestätigte die Kritiker, die ihm schon seit geraumer Zeit die boxerische Klasse absprachen. Obwohl es Tyson gelang, seinen Gegner in der fünften Runde durch einen Volltreffer k. o. zu schlagen, boxte er bis dahin alles andere als überzeugend. Mehr als einmal war Tyson allem Anschein nach mit der unsauberen Kampfesweise des Südafrikaners überfordert. Schon nach dem Ende der ersten Runde drohte der Kampf zu einem neuerlichen Skandal auszuarten. Tyson, der bereits durch einen Kopfstoß seines Gegenübers schwer gezeichnet war, schien – ähnlich wie bei seinem letzten Kampf gegen Holyfield – erneut die Nerven zu verlieren. Er ignorierte das Trennkommando des Ringrichters und versuchte stattdessen, Botha den linken Arm zu brechen. Dieser versuchte, seinen Arm aus der Umklammerung zu befreien, und schlug auf Tyson ein. Erst nach dem Eingreifen mehrerer Betreuer konnten beide Kontrahenten schließlich getrennt werden.
Rund einen Monat nach seinem enttäuschenden Ringauftritt musste sich Tyson wegen der Vorwürfe der Körperverletzung vom August des vorangegangenen Jahres vor Gericht verantworten; am 5. Februar wurde er zu einer einjährigen Haftstrafe verurteilt, die er im Gefängnis von Montgomery County im US-Bundesstaat Maryland antrat. Schon nach knapp vier Monaten durfte Tyson auf Anordnung des Bewährungsausschusses das Gefängnis wieder verlassen, wurde aber unter Hausarrest samt psychologischer Betreuung gestellt.

### Zweites Comeback nach Haftstrafe und weitere Skandale
Rund fünf Monate nach seiner Entlassung aus dem Gefängnis kämpfte Tyson am 23. Oktober 1999 gegen den ehemaligen Cruisergewichts-Weltmeister Orlin Norris, der mit 34 Jahren seinen Zenit mittlerweile überschritten hatte. Tyson präsentierte sich im Vorfeld des Kampfes augenscheinlich geläutert. Mit neuem Haarschnitt (lockig statt kurz geschoren) beteuerte er wiederholt, sein früheres Fehlverhalten zu bedauern. Aber auch dieser Kampf sorgte für Kontroversen, da Norris kurz nach dem Gong am Ende der ersten Runde von Tyson – vermutlich unabsichtlich – getroffen wurde und nicht mehr weiterboxen konnte. Das Kampfergebnis wurde daraufhin als Nicht gewertet („No Contest“) festgelegt. Viele Beobachter warfen Norris vor, seine Kampfunfähigkeit nur vorgetäuscht zu haben, um gegen Tyson zu einem weiteren Zahltag zu kommen. Die Nevada Athletic Commission behielt sich dagegen erst einmal vor, Tysons Börse von knapp 9 Millionen Dollar einzufrieren. Erst als man sich nach eingehendem Studium der Kampfaufzeichnungen von Tysons Unabsichtlichkeit überzeugte, wurde das Geld freigegeben.
Der Kampf gegen Norris war der letzte Auftritt von Tyson in Las Vegas. Seine Anziehungskraft hatte in den USA seit den Holyfield-Kämpfen deutlich nachgelassen, da er seitdem nur zwei Kämpfe bestritten hatte, in denen er sportlich nicht überzeugen konnte. Seine nächsten Auftritte bestritt Tyson daher erstmals in Europa, wo die Begeisterung für ihn ungebrochen schien. So kämpfte er Ende Januar 2000 in Manchester gegen den Briten Julius Francis, gegen den er durch Technischen K. o. in der zweiten Runde gewann. War dieser Kampf der erste, der seit langem nicht durch skandalöse Begleitumstände überschattet wurde, sorgte Tyson im nächsten Kampf wieder für Schlagzeilen, als er im schottischen Glasgow seinen Landsmann Lou Savarese durch Technischen K. o. in der ersten Runde besiegte. Dabei ignorierte Tyson wieder das Trennkommando des Ringrichters John Coyle, als dieser bereits nach einer Minute den augenscheinlich überforderten Savarese aus dem Kampf nehmen wollte. Tyson, der weiter unbeirrt auf seinen Gegner einstürmte und den sich schließlich dazwischen werfenden Schiedsrichter zu Boden schlug, konnte erst durch das Eingreifen seiner Betreuer dazu gebracht werden, von seinem Gegner abzulassen.
Auch im nächsten Kampf gegen den Polen Andrzej Gołota im Oktober 2000 fand die unendliche Geschichte von Skandalen ihre Fortsetzung. Im sogenannten „Duell der Bad Boys“ – Gołota wurde ebenfalls schon mehrfach wegen unfairen Boxens disqualifiziert – sorgte allerdings zuerst Tysons Gegner für einen Eklat. Gołota, der sich nach einem Niederschlag zu Beginn des Kampfes wieder gefangen zu haben schien, gab in der Pause vor der dritten Runde ohne ersichtlichen Grund auf und verließ fluchtartig den Ring. Erst eine ärztliche Untersuchung brachte später den Befund, dass Gołota im Kampf – vermutlich durch einen unabsichtlichen Kopfstoß von Tyson – einen gebrochenen Backenknochen und Hirnblutungen erlitten hatte. Doch auch Tyson sorgte wiederholt für Aufsehen, nachdem ihm im Anschluss an den Kampf die Einnahme von Marihuana nachgewiesen worden und so der Abbruchsieg nachträglich noch zu einem „No Contest“ (keine Wertung) umgewandelt worden waren. Schon vor dem Kampf hatte Tyson einen vorgeschriebenen Urintest verweigert, woraufhin er mit einer dreimonatigen Sperre sowie einer Geldstrafe von 5000 Dollar bestraft wurde. Gegen eine Spende von 200.000 Dollar an gemeinnützige Einrichtungen wurde die positive Dopingprobe Tysons nicht weiter verfolgt.

### WM-Kampf gegen Lennox Lewis
Nach dem Sieg über Brian Nielsen im Oktober 2001 in Dänemark – Nielsen erlitt einen Niederschlag in Runde 3 und gab nach schweren Wirkungstreffern in Runde 7 schließlich auf – wurde der Vertrag für einen Kampf gegen WBC/IBF-Weltmeister Lennox Lewis unterzeichnet, der durch den Punktsieg gegen Holyfield Ende 1999 zur allgemein anerkannten Nummer eins im Schwergewicht geworden war. Das „Gipfeltreffen“ sollte in Las Vegas stattfinden; als Kampftermin wurde der 6. April festgelegt. Tyson wollte Anfang Januar noch einen Aufbaukampf gegen Ray Mercer bestreiten, was aber von Lewis und seinem Management verhindert wurde.
Am 22. Januar wurde für den Kampf eine Pressekonferenz abgehalten, die jedoch zu einem einzigen Fiasko ausartete. Lewis, der Tyson heftig kritisierte, wurde von diesem attackiert und während der dadurch ausgelösten Massenschlägerei in den Oberschenkel gebissen. Nach diesem Vorfall wurde Tyson von der Box-Kommission von Nevada die Kampflizenz entzogen. Dies hatte zur Folge, dass Las Vegas als Veranstaltungsort ausfiel und sich das geplante Aufeinandertreffen beider Superstars um einige Wochen verzögerte.
Die Begegnung fand schließlich am 8. Juni 2002 in Memphis, Tennessee statt. Durch die Vorfälle auf der Pressekonferenz sensibilisiert, wurden unmittelbar vor dem Kampf bisher nie dagewesene Sicherheitsvorkehrungen getroffen, um eine erneute Eskalation zu verhindern. Dabei wurden beide Boxer samt Begleitung beim Einmarsch in die Halle nach unerlaubten Waffen durchsucht, was den Beginn des Kampfes erheblich verzögerte. Dieses schon reichlich groteske Schauspiel gipfelte schließlich darin, dass sich mitten im Ring ein Dutzend Sicherheitsleute als menschliche Mauer aufstellten, um beide Kontrahenten bis zum Gong voneinander zu trennen. Selbst das traditionelle „Shake Hands“ (Berühren der Handschuhe vor dem Kampf als Äquivalent eines Händeschüttelns) entfiel, da der Ringrichter die obligatorische Einweisung bei jedem der Boxer einzeln in der Ecke durchführte.
Der Kampf selbst erfüllte dagegen nicht die Erwartungen der Zuschauer. In der ersten Runde präsentierte sich Tyson sehr aggressiv und beweglich, doch schon ab Runde zwei begann er konditionell abzubauen. Er wirkte behäbig und einfallslos und boxte immer statischer, was Lewis gnadenlos ausnutzte. Immer öfter wurde Tyson von der harten linken Führhand seines 15 cm größeren Gegners getroffen, er selbst dagegen konnte nur noch selten durch vereinzelte Schläge Gefahr ausstrahlen. Darüber hinaus erlitt er schon in der dritten Runde über seinem rechten Auge die erste Schnittverletzung. Obwohl Tyson mit zunehmender Kampfdauer nach Punkten immer mehr ins Hintertreffen geriet, bewies er, wie schon bei seinem ersten Aufeinandertreffen mit Holyfield, zumindest beeindruckende Nehmerfähigkeiten. Doch in der achten Runde musste er schließlich, zermürbt und mittlerweile aus tiefen Wunden an beiden Augen bzw. aus der Nase blutend, den vielen Treffern seines Gegners Tribut zollen und wurde nach zwei Niederschlägen ausgezählt.
Als Trostpreis für seine Niederlage kassierte Tyson für diesen WM-Kampf 17 Millionen US-Dollar, doch seine sportliche Reputation war nun endgültig ramponiert. Lennox Lewis hatte sich als bester Schwergewichtler der späten 1990er- und frühen 2000er-Jahre erwiesen, obgleich die Frage offenblieb, ob er auch gegen einen Mike Tyson in Bestform gewonnen hätte.
Tyson, der vor dem Kampf getönt hatte, er werde Lewis das Herz herausreißen und dessen Kinder fressen, gab sich nach dem Kampf wieder maßvoller. „Ich gratuliere Lennox, er hat tapfer gekämpft, ich ziehe meinen Hut. Alles andere, was ich davor gesagt und getan habe, habe ich gemacht, um den Kampf zu promoten“.
Nach der Niederlage gegen Lewis bestritt Tyson im Februar 2003 einen Aufbaukampf gegen Clifford Etienne, den er schon in der ersten Runde durch K. o. gewann. Auf die Frage, ob man weitere Kämpfe von ihm sehen werde, meinte er nur trocken, er würde nur gegen eine entsprechende Bezahlung zurückkehren; eine solche hielt er nur durch einen zweiten Kampf gegen Lewis für möglich. Dieser zeigte zwar trotz seines überzeugenden Sieges im ersten Kampf zunächst durchaus Interesse, erklärte dann jedoch nach seinem umstrittenen Abbruchsieg gegen Vitali Klitschko im Juni 2003 seinen Rücktritt. Im August desselben Jahres erklärte Tyson seinen Bankrott.

### Comebackversuche

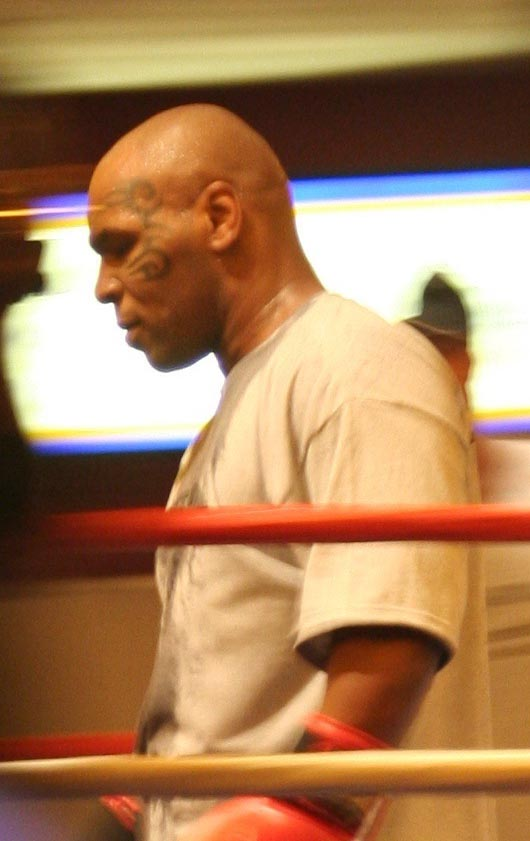
Tyson im Ring in Las Vegas (2006)

Von Geldsorgen getrieben, ließ sich Tyson im Juli 2004 auf ein neuerliches Comeback ein. Der Gegner war der bis dahin recht unbekannte Brite Danny Williams. Nachdem Tyson in den ersten drei Runden klar überlegen gewesen war, ging er in der vierten Runde nach über zwanzig Volltreffern seines Gegners zu Boden, worauf der Ringrichter den Kampf abbrach. Der Grund für Tysons Niederlage war eine Knieverletzung, die er sich gegen Ende der ersten Runde zuzog. Nach dem Kampf folgte eine Operation des Meniskus. Tyson bekam für den Kampf eine geschätzte Börse von acht Millionen US-Dollar, wovon der größte Teil allerdings an seine Gläubiger bzw. an seine Ex-Frau ging.
Seinen letzten offiziellen Kampf bestritt Tyson am 11. Mai 2005 gegen den irischen Boxer Kevin McBride, wo er verlor. Am 15. November 2024 kämpfte Tyson im AT&T Stadium in Arlington (Texas) gegen den bekannten Influencer Jake Paul. Der Kampf war ein mit Spannung erwartetes Ereignis, da ein ehemaliger unangefochtener Schwergewichtsweltmeister gegen einen YouTuber gewordenen Profiboxer antrat. Er wurde weltweit auf Netflix gestreamt und von 65 Millionen Menschen gleichzeitig verfolgt. Viele Beobachter kritisierten Paul für "Altersmissbrauch", andere machten sich über den Kampf lustig, weil er zu langweilig und vorhersehbar sei. Paul gewann den Kampf durch einstimmige Entscheidung. Die Punktrichter bewerteten den Kampf mit 116-112, 117-111 und 117-111 für Paul. Der Kampf war ein großer Erfolg für Netflix, da er viel Aufsehen und Zuschauerzahlen generierte, und wird wohl als einer der umstrittensten und meistdiskutierten Kämpfe der letzten Jahre in Erinnerung bleiben.
Da es Tyson trotz seiner mit dem Boxen verdienten über 300 Millionen Dollar nicht gelang, sich für die Zeit nach seiner aktiven Laufbahn finanziell abzusichern, wurde eine erneute Rückkehr von vielen Beobachtern zunächst nicht ausgeschlossen. Ein Comeback von Tyson fand jedoch nicht statt.
2007 wurde er wegen Trunkenheit am Steuer verurteilt. Außerdem wurden bei ihm drei Tüten Kokain gefunden. Er musste einen Tag in Haft, bekam drei Jahre auf Bewährung und wurde zu einer Rehabilitationsmaßnahme verpflichtet.
Am 26. Mai 2009 kam Mike Tysons vierjährige Tochter Exodus bei einem Unfall ums Leben, als sie beim Spielen vom Kabel eines Laufbandes stranguliert wurde. Am 9. November desselben Jahres schlug Tyson an einem Ticketschalter im Los Angeles International Airport einen Pressefotografen nieder und wurde vorübergehend festgenommen. Tyson gab an, gegen den aggressiven Paparazzo in Notwehr gehandelt zu haben, um seine Frau und deren Kind zu schützen. Der ins Krankenhaus eingelieferte Fotograf und der nach wenigen Stunden auf Kaution freigelassene Tyson kündigten Strafanzeigen an.
Im Jahr 2011 wurde Tyson in die International Boxing Hall of Fame aufgenommen.
Im Juli 2020 gab der 54-jährige Tyson bekannt, am 12. September 2020 für einen Schaukampf gegen seinen 51-jährigen Landsmann Roy Jones junior in den Boxring zurückkehren zu wollen. Der Termin wurde wenige Zeit später auf den 28. November 2020 verschoben. Dieser in Los Angeles stattgefundene Kampf dauerte acht Runden und endete mit einem Unentschieden. Für Tyson stellte der Schaukampf seinen ersten Kampf seit über 15 Jahren dar.

## Tysons Boxstil

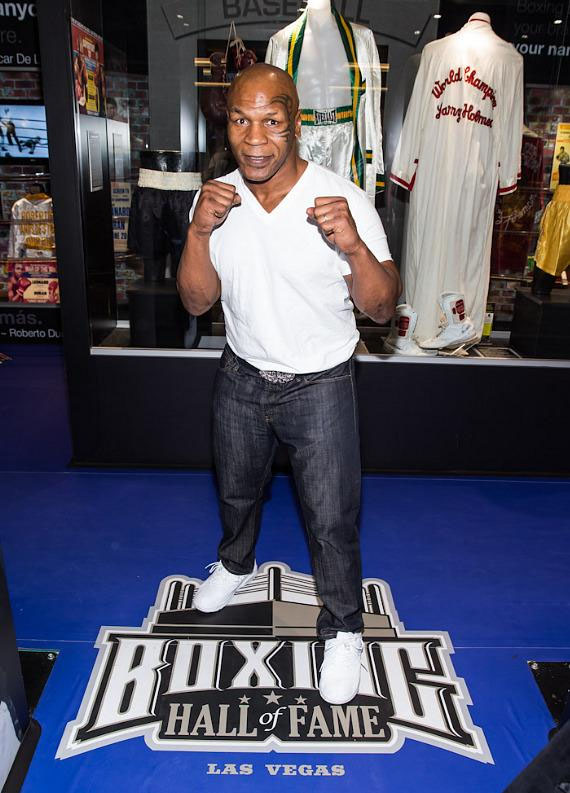
Tyson im Mai 2013

Mike Tyson ist den meisten Box-Beobachtern aufgrund seines aggressiven Kampfstils und der beeindruckenden Härte seiner Schläge in Erinnerung geblieben, was ihm schon kurz nach Beginn seiner Profilaufbahn den Namen „Iron Mike“ einbrachte. Doch mit großer Schlagkraft allein waren seine zahlreichen vorzeitigen Siege nicht zu erklären. Auf dem Höhepunkt seiner Leistungsfähigkeit gegen Ende der achtziger Jahre verfügte Tyson auch über ein exzellentes Defensiv-Verhalten, was von vielen immer wieder unterschätzt wurde. Der sehr muskulöse, aber für einen Schwergewichtler kleine Tyson lernte unter Cus D’Amato nach dem Grundsatz „Defense First“ zu boxen, wonach die wichtigste Regel ist, vom Gegner nicht getroffen zu werden. Grundlage dafür war die ausgeprägte Beweglichkeit Tysons im Rumpfbereich.
So konnte er die Reichweitennachteile gegenüber seinen durchweg größeren Kontrahenten ausgleichen, indem er durch stetiges Pendeln seines Oberkörpers deren Schlägen auswich, um anschließend unter deren Fäusten förmlich „hindurchzutauchen“ (siehe z. B. Tyson vs. Reggie Gross). Aufgrund seiner relativ kurzen Arme besaß Tyson dann wiederum gegenüber seinen Gegnern große Vorteile in der Nahdistanz, wo er beim Schlagabtausch eine für einen Schwergewichtler ungewöhnlich hohe Schlagfrequenz erreichte. Durch die Pendelbewegungen gelang es ihm außerdem, möglichst viel Gewicht des Oberkörpers in seine Schläge zu legen.
Letztlich war Tyson dadurch in der Lage, blitzschnelle Serien von wuchtigen Jabs und Haken am Gegner zu platzieren. Dieser Boxstil erinnerte entfernt an frühere Champions wie Jack Dempsey, Rocky Marciano und Joe Frazier und wurde von D’Amato selbst erfunden und auf den Namen „Peek-a-boo“ getauft. Doch niemand von ihnen agierte mit solch einer Dynamik wie Tyson, der bei seinen Kämpfen die Angriffe mit noch nie gezeigter Wucht und Explosivität vortrug und damit mehr als einmal seinen Gegner förmlich überrannte.
Diese waren dementsprechend dazu gefordert, Tyson durch stetige Arbeit mit der Führhand auf Distanz zu halten. Doch durch dessen Pendelbewegungen mit dem Oberkörper schien es in der Regel unmöglich, diese Taktik auf Dauer durchzuhalten und eigene Treffer anzubringen – geschweige denn Wirkungstreffer zu landen. Die meisten verzweifelten schließlich an dieser Art zu boxen, da sie immer stärker abbauten. Zudem verlegte sich Tyson auf Körpertreffer, wenn ihm keine Wirkungstreffer am Kopf gelingen wollten, und zwang damit seine Gegner, die Deckung nach unten zu verschieben und damit den Kopf zu entblößen.
Bei den Erfolgen von Mike Tyson spielte auch die psychologische Komponente eine große Rolle. Seit Beginn seiner Profikarriere wurde bei Tyson das Image als „Bad Boy“ gepflegt, der seine Gegner nicht nur besiegte, sondern regelrecht zerstörte. Um seine vermeintliche Gefährlichkeit zu unterstreichen, lief Tyson – auf Idee seiner ersten Manager Jacobs und Clayton – nur mit einer schwarzen Hose und Kampfschuhen bekleidet (kein Hemd, keine Socken) in den Ring ein, was an einen Gladiator erinnern sollte. Dieses Auftreten schien bei nicht wenigen seiner Gegner einen nachhaltigen Eindruck zu hinterlassen. So hatten sich nach Ansicht vieler Beobachter bei einigen Kämpfen Tysons die Kontrahenten schon vor dem ersten Gong mit ihrer Niederlage abgefunden und waren somit nicht in der Lage, ihr ganzes Potential abzurufen (z. B. M. Spinks, B. Seldon). Die daraus resultierenden „Blitzsiege“ Tysons verstärkten wiederum dessen Mythos der Unbesiegbarkeit. Selbst als „Iron Mike“ – mittlerweile selbst schon einmal durch K. o. besiegt – nach seinem mehrjährigen Gefängnisaufenthalt merklich an Explosivität eingebüßt hatte, war bei einigen seiner Gegner der Glaube an seine Urgewalt so tief verwurzelt, dass nur ein Jahr nach seinem Comeback zwei der drei großen WM-Gürtel wieder in seinem Besitz waren. Erst mit Evander Holyfield kam ein Boxer, der von Tysons Ausstrahlung vermeintlich unbeeindruckt blieb und vorher unbekannte boxerische und konditionelle Schwächen beim Champion aufdeckte.

## Erfolge
- Profibilanz: 50 Siege – 6 Niederlagen – 2 ohne Wertung
- 44 Siege durch K.o., davon 22 in der 1. Runde
- 22. November 1986: WBC-Weltmeister (9 Titelverteidigungen)
- 7. März 1987: WBA-Weltmeister (8 Titelverteidigungen)
- 1. August 1987: IBF-Weltmeister (6 Titelverteidigungen)
- 16. März 1996: WBC-Weltmeister
- 7. September 1996: WBA-Weltmeister
- 30. Januar 2012: WWE Hall of Fame Class of 2012
- Platz 4 der meisten Titelverteidigungen der WBC im Schwergewicht (nach Lennox Lewis, Larry Holmes und Muhammad Ali)
- Platz 2 der meisten Titelverteidigungen der WBA im Schwergewicht (nach Muhammad Ali)
- Platz 2 der meisten Titelverteidigungen der IBF im Schwergewicht (nach Wladimir Klitschko)

## Liste der Profikämpfe
| 50 Siege (44 K.-o.-Siege), 7 Niederlagen, 0 Unentschieden |              |                                                          |                                                            |                                        |
| Jahr                                                      | Tag          | Ort                                                      | Gegner                                                     | Ergebnis für Tyson                     |
| 1985                                                      | 6. März      | Plaza Convention Center, Albany, New York, USA           | Hector Mercedes                                            | Sieg / TKO 1. Runde                    |
| 1985                                                      | 10. April    | Albany, New York, USA                                    | Trent Singleton                                            | Sieg / TKO 1. Runde                    |
| 1985                                                      | 23. Mai      | Albany, New York, USA                                    | Don Halpin                                                 | Sieg / KO 4. Runde                     |
| 1985                                                      | 20. Juni     | Resorts International, Atlantic City, New Jersey, USA    | Ricardo Spain                                              | Sieg / TKO 1. Runde                    |
| 1985                                                      | 11. Juli     | Trump Casino Hotel, Atlantic City, New Jersey, USA       | John Alderson                                              | Sieg / TKO 2. Runde                    |
| 1985                                                      | 19. Juli     | Mid-Hudson Civic Center, Poughkeepsie, New York, USA     | Larry Sims                                                 | Sieg / KO 3. Runde                     |
| 1985                                                      | 15. August   | Resorts International, Atlantic City, New Jersey, USA    | Lorenzo Canady                                             | Sieg / KO 1. Runde                     |
| 1985                                                      | 5. September | Atlantis Hotel & Casino, Atlantic City, New Jersey, USA  | Michael Johnson                                            | Sieg / KO 1. Runde                     |
| 1985                                                      | 9. Oktober   | Trump Casino Hotel, Atlantic City, New Jersey, USA       | Donnie Long                                                | Sieg / TKO 1. Runde                    |
| 1985                                                      | 25. Oktober  | Atlantis Hotel & Casino, Atlantic City, New Jersey, USA  | Robert Colay                                               | Sieg / KO 1. Runde                     |
| 1985                                                      | 1. November  | Latham Coliseum, Latham, New York, USA                   | Sterling Benjamin                                          | Sieg / TKO 1. Runde                    |
| 1985                                                      | 13. November | Ramada-Houston Hotel, Houston, Texas, USA                | Eddie Richardson                                           | Sieg / KO 1. Runde                     |
| 1985                                                      | 22. November | Latham Coliseum, Latham, New York, USA                   | Conroy Nelson                                              | Sieg / TKO 2. Runde                    |
| 1985                                                      | 6. Dezember  | Felt Forum, New York, New York, USA                      | Sammy Scaff                                                | Sieg / TKO 1. Runde                    |
| 1985                                                      | 27. Dezember | Latham Coliseum, Latham, New York, USA                   | Mark Young                                                 | Sieg / TKO 1. Runde                    |
| 1986                                                      | 11. Januar   | Plaza Convention Center, Albany, New York, USA           | David Jaco                                                 | Sieg / TKO 1. Runde                    |
| 1986                                                      | 24. Januar   | Trump Plaza Hotel, Atlantic City, New Jersey, USA        | Mike Jameson                                               | Sieg / TKO 5. Runde                    |
| 1986                                                      | 16. Februar  | Rensselaer P.I., Troy, New York, USA                     | Jesse Ferguson                                             | Sieg / TKO 6. Runde                    |
| 1986                                                      | 10. März     | Nassau Coliseum, Uniondale, New York, USA                | Steve Zouski                                               | Sieg / KO 3. Runde                     |
| 1986                                                      | 3. Mai       | Civic Center, Glens Falls, New York, USA                 | James Tillis                                               | Punktsieg (einstimmig) / 10 Runden     |
| 1986                                                      | 20. Mai      | Madison Square Garden, New York, New York, USA           | Mitch Green                                                | Punktsieg (einstimmig) / 10 Runden     |
| 1986                                                      | 13. Juni     | Madison Square Garden, New York, New York, USA           | Reggie Gross                                               | Sieg / TKO 1. Runde                    |
| 1986                                                      | 28. Juni     | Houston Field House, Troy, New York, USA                 | William Hosea                                              | Sieg / KO 1. Runde                     |
| 1986                                                      | 11. Juli     | Stevensville Hotel, Swan Lake, New York, USA             | Lorenzo Boyd                                               | Sieg / KO 2. Runde                     |
| 1986                                                      | 26. Juli     | Civic Center, Glens Falls, New York, USA                 | Marvis Frazier                                             | Sieg / KO 1. Runde                     |
| 1986                                                      | 17. August   | Trump Plaza Hotel, Atlantic City, New Jersey, USA        | Jose Ribalta                                               | Sieg / TKO 10. Runde                   |
| 1986                                                      | 6. September | Hilton Hotel, Las Vegas, Nevada, USA                     | Alfonzo Ratliff                                            | Sieg / TKO 2. Runde                    |
| 1986                                                      | 22. November | Hilton Hotel, Las Vegas, Nevada, USA                     | Trevor Berbick WBC-Schwergewicht-Weltmeisterschaft         | Sieg / TKO 2. Runde                    |
| 1987                                                      | 7. März      | Hilton Hotel, Las Vegas, Nevada, USA                     | James Smith WBA/WBC-Schwergewicht-Titelverteidigung        | Punktsieg (einstimmig) / 12 Runden     |
| 1987                                                      | 30. Mai      | Hilton Hotel, Las Vegas, Nevada, USA                     | Pinklon Thomas WBA/WBC-Schwergewicht-Titelverteidigung     | Sieg / TKO 6. Runde                    |
| 1987                                                      | 1. August    | Hilton Hotel, Las Vegas, Nevada, USA                     | Tony Tucker IBF/WBA/WBC-Schwergewicht-Titelverteidigung    | Punktsieg (einstimmig) / 12 Runden     |
| 1987                                                      | 16. Oktober  | Convention Hall, Atlantic City, New Jersey, USA          | Tyrell Biggs IBF/WBA/WBC-Schwergewicht-Titelverteidigung   | Sieg / TKO 7. Runde                    |
| 1988                                                      | 22. Januar   | Convention Hall, Atlantic City, New Jersey, USA          | Larry Holmes IBF/WBA/WBC-Schwergewicht-Titelverteidigung   | Sieg / TKO 4. Runde                    |
| 1988                                                      | 21. März     | Tokyo Dome, Tokio, Japan                                 | Tony Tubbs IBF/WBA/WBC-Schwergewicht-Titelverteidigung     | Sieg / TKO 2. Runde                    |
| 1988                                                      | 27. Juni     | Convention Hall, Atlantic City, New Jersey, USA          | Michael Spinks IBF/WBA/WBC-Schwergewicht-Titelverteidigung | Sieg / KO 1. Runde                     |
| 1989                                                      | 25. Februar  | Hilton Hotel, Las Vegas, Nevada, USA                     | Frank Bruno IBF/WBA/WBC-Schwergewicht-Titelverteidigung    | Sieg / TKO 5. Runde                    |
| 1989                                                      | 21. Juli     | Convention Hall, Atlantic City, New Jersey, USA          | Carl Williams IBF/WBA/WBC-Schwergewicht-Titelverteidigung  | Sieg / TKO 1. Runde                    |
| 1990                                                      | 11. Februar  | Tokyo Dome, Tokio, Japan                                 | James Douglas IBF/WBA/WBC-Schwergewicht-Titelverteidigung  | Niederlage / KO 10. Runde              |
| 1990                                                      | 16. Juni     | Caesars Palace, Las Vegas, Nevada, USA                   | Henry Tillman                                              | Sieg / KO 1. Runde                     |
| 1990                                                      | 8. Dezember  | Convention Center, Atlantic City, New Jersey, USA        | Alex Stewart                                               | Sieg / TKO 1. Runde                    |
| 1991                                                      | 18. März     | Mirage Hotel & Casino, Las Vegas, Nevada, USA            | Donovan Ruddock                                            | Sieg / TKO 7. Runde                    |
| 1991                                                      | 28. Juni     | Mirage Hotel & Casino, Las Vegas, Nevada, USA            | Donovan Ruddock                                            | Punktsieg (einstimmig) / 12 Runden     |
| 1995                                                      | 19. August   | MGM Grand, Las Vegas, Nevada, USA                        | Peter McNeeley                                             | Sieg / Disqualifikation 1. Runde       |
| 1995                                                      | 16. Dezember | Core States Spectrum, Philadelphia, Pennsylvania, USA    | Buster Mathis jr.                                          | Sieg / KO 3. Runde                     |
| 1996                                                      | 16. März     | MGM Grand, Las Vegas, Nevada, USA                        | Frank Bruno WBC-Schwergewicht-Weltmeisterschaft            | Sieg / TKO 3. Runde                    |
| 1996                                                      | 7. September | MGM Grand, Las Vegas, Nevada, USA                        | Bruce Seldon WBA-Schwergewicht-Weltmeisterschaft           | Sieg / TKO 1. Runde                    |
| 1996                                                      | 9. November  | MGM Grand, Las Vegas, Nevada, USA                        | Evander Holyfield WBA-Schwergewicht-Titelverteidigung      | Niederlage / TKO 11. Runde             |
| 1997                                                      | 28. Juni     | MGM Grand, Las Vegas, Nevada, USA                        | Evander Holyfield WBA-Schwergewicht-Weltmeisterschaft      | Niederlage / Disqualifikation 3. Runde |
| 1999                                                      | 16. Januar   | MGM Grand, Las Vegas, Nevada, USA                        | Francois Botha                                             | Sieg / KO 5. Runde                     |
| 1999                                                      | 23. Oktober  | MGM Grand, Las Vegas, Nevada, USA                        | Orlin Norris                                               | Unentschieden / Abbruch in Runde 1     |
| 2000                                                      | 29. Januar   | M.E.N. Arena, Manchester, Lancashire, Großbritannien     | Julius Francis                                             | Sieg / TKO 2. Runde                    |
| 2000                                                      | 24. Juni     | Hampden Park, Glasgow, Schottland, Großbritannien        | Lou Savarese                                               | Sieg / TKO 1. Runde                    |
| 2000                                                      | 20. Oktober  | The Palace, Auburn Hills, Michigan, USA                  | Andrew Golota                                              | Unentschieden / Abbruch in Runde 3     |
| 2001                                                      | 13. Oktober  | Parken, Kopenhagen, Dänemark                             | Brian Nielsen                                              | Sieg / Aufgabe 7. Runde                |
| 2002                                                      | 8. Juni      | The Pyramid, Memphis, Tennessee, USA                     | Lennox Lewis IBF/IBO/WBC-Schwergewicht-Weltmeisterschaft   | Niederlage / KO 8. Runde               |
| 2003                                                      | 22. Februar  | The Pyramid, Memphis, Tennessee, USA                     | Clifford Etienne                                           | Sieg / KO 1. Runde                     |
| 2004                                                      | 30. Juli     | Freedom Hall State Fairground, Louisville, Kentucky, USA | Danny Williams                                             | Niederlage / KO 4. Runde               |
| 2005                                                      | 11. Juni     | MCI Center, Washington, District of Columbia, USA        | Kevin McBride                                              | Niederlage / TKO 6. Runde              |
| 2024                                                      | 15. November | AT&T Stadium, Arlington, Texas, USA                      | Jake Paul                                                  | Niederlage / Punktsieg (einstimmig)    |
| Quelle: Mike Tyson in der BoxRec-Datenbank                |              |                                                          |                                                            |                                        |

## Filmografie (Auswahl)
Mike Tyson ist in unregelmäßigen Abständen immer wieder in Spielfilmen zu sehen. Zumeist tritt er dort als er selbst auf.
- 1999: Black and White
- 2001: Crocodile Dundee in Los Angeles
- 2006: Rocky Balboa
- 2007: Fool N Final
- 2008: Tyson (Dokumentarfilm von James Toback)
- 2009: Hangover (The Hangover)
- 2011: The Knockout 2
- 2011: Hangover 2 (The Hangover: Part II)
- 2012–2013: The Roots of Fight (Fernsehserie, 4 Folgen)
- 2013: How I Met Your Mother (Fernsehserie, Folge 8x16)
- 2013: Law & Order: Special Victims Unit (Fernsehserie, Folge 14x13)
- 2013: Scary Movie 5
- 2013: Signal Lost
- 2013: Zwei vom alten Schlag (Grudge Match)
- 2014: Franklin & Bash (Fernsehserie, Folge 4x03)
- 2014: Mike Tyson Mysteries (Trickfilmserie)
- 2014: Blut der Sonne (Les portes du soleil)
- 2015: Entourage
- 2015: Ip Man 3
- 2016: Meet the Blacks
- 2017: China Salesman
- 2018: Kickboxer: Die Abrechnung (Kickboxer: Retaliation)
- 2019: A Madea Family Funeral
- 2022: Vendetta
- 2022: Liger
- 2023: Asphalt City

## Sonstiges

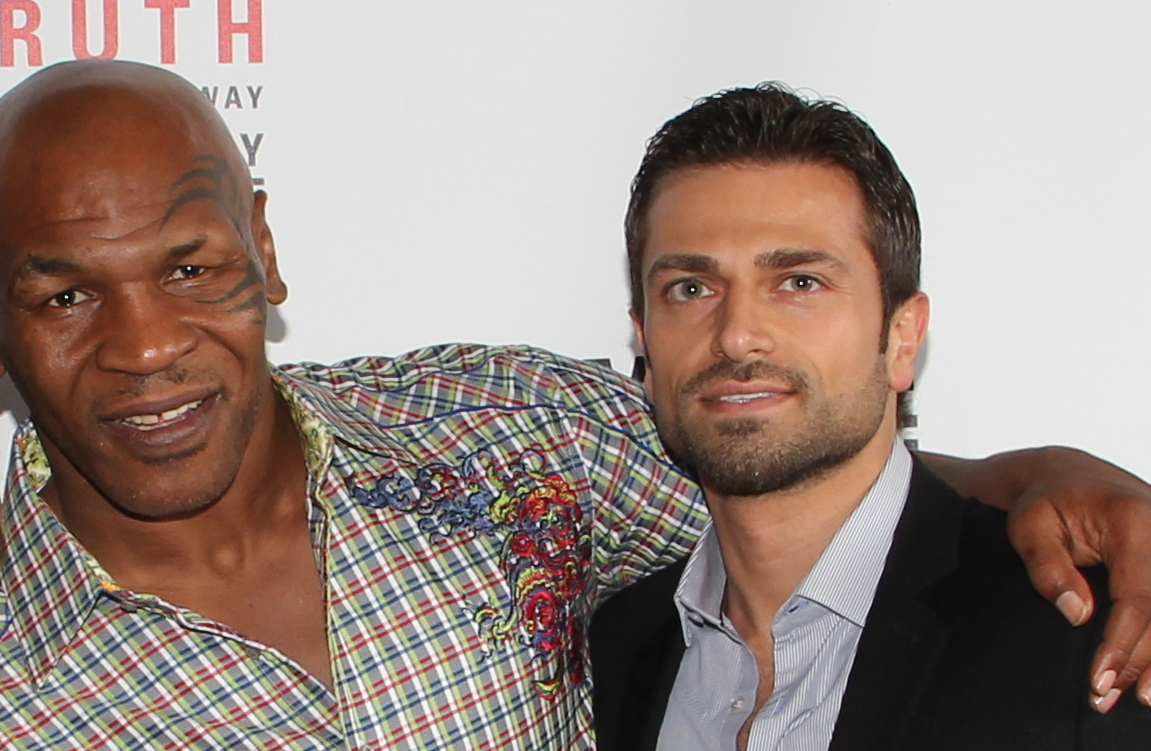
Tyson mit dem britischen Sozialunternehmer Ahmed Salim im April 2012

Seit 2009 widmet sich Tyson, der schon in seiner Kindheit Tauben züchtete, in Hoboken, New Jersey der Brieftaubenzucht. 2011 lief auf dem Fernsehsender DMAX eine Reportage über Tyson und seine Tauben, Mike Tyson – Entscheidung am Himmel.
2009 entschuldigte sich Tyson in der amerikanischen The Oprah Winfrey Show offiziell bei Holyfield für seine vergangene Beißattacke.
Am 31. März 2012 wurde Mike Tyson offiziell in die WWE Hall of Fame eingeführt. Seine Laudatoren waren Triple H und Shawn Michaels.
Auf seinem rechten Oberarm trägt Tyson ein Tattoo eines Porträts von Mao Zedong, dem ehemaligen chinesischen Staatspräsidenten, den er seit der Lektüre einiger seiner Bücher verehrt.
Im August 2013 erklärte Tyson, dass er unter schweren Alkoholproblemen leide und an der „Schwelle des Todes“ stehe.
Tyson ist als Verfechter einer veganen Ernährungsweise in Erscheinung getreten.
2015 erklärte er, Donald Trumps Kandidatur für das Amt des Präsidenten der Vereinigten Staaten zu unterstützen.
Im April 2022 schlug er den Passagier eines Flugzeugs, der ihn wiederholt belästigt hatte.